# برونو پترونی
برونو پترونی (انگلیسی: Bruno Petroni; ۱۶ اکتبر ۱۹۴۱ – ۱۵ اوت ۲۰۱۴) بازیکن فوتبال اهل ایتالیا بود.
از باشگاه‌هایی که در آن بازی کرده‌است می‌توان به باشگاه فوتبال اینتر میلان، باشگاه فوتبال کاتانیا، باشگاه فوتبال آتالانتا، و باشگاه فوتبال جنوآ اشاره کرد.